# کیت مک‌کینون
کاترین مک‌کینون برتهولد (انگلیسی: Kathryn McKinnon Berthold؛ زادهٔ ۶ ژانویهٔ ۱۹۸۴) با نام حرفه‌ای کیت مک‌کینون، هنرپیشه و کمدین اهل ایالات متحده آمریکا است. وی از سال ۲۰۰۷ میلادی تاکنون مشغول فعالیت بوده‌است. مک‌کینون از سال ۲۰۱۲ تا سال ۲۰۲۲ یکی از اعضای پخش زنده شنبه شب بوده‌است.
از فیلم‌هایی که وی در آن نقش داشته‌است، می‌توان به فیلم باربی، مغزهای متفکر، مهمانی کریسمس اداره، شب سخت، شکارچیان روح، حباب، تابستان جزیره استاتن و جاسوسی که از من روی برگرداند اشاره کرد. وی در سال ۲۰۱۷ موفق به دریافت جایزه بهترین بازیگر برنامه‌های تلویزیونی در امی ساعات پربیننده شد.
وی بارها اذعان داشته که دارای تمایلات جنسی همجنس‌گرایی زنانه است.